# Glicogénio sintase
GlicogénioPE ou GlicogênioPB sintase é uma enzima glicosiltransferase (EC 2.4.1) que catalisa a reacção de transformação de UDP-glucose e de (1,4-α-D-glucosil)n em UDP e (1,4-α-D-glucosil)n+1. Converte o excesso de resíduos de glicose, um por um, numa cadeia polimérica, para acoplamento na molécula de glicogênio.

## Regulação
Esta reação é altamente regulada por efetores alostéricos, tal como a glicose-6-fosfato, por reações de fosforilação, e é indiretamente ativada pela hormona insulina, que é secretada no pâncreas.

## Patologia
A deficiência da enzima glicogénio sintase hepática é um distúrbio genético que determina a deficiência de glicogénio hepático. Os indivíduos afetados apresentam hiperglicemia depois das refeições e hipoglicemia em outros momentos.A glicogenose tipo 0 é causada pela deficiêndia da enzima glicogênio sintase.